# Kasukabe
Kasukabe (jap. 春日部市, -shi) ist eine japanische Stadt im Osten der Präfektur Saitama. Sie liegt ungefähr 30 km von Tokio entfernt.
Aus Kasukabe wird der äußere Entwässerungskanal für das Hauptstadtgebiet (Shutoken Gaikaku Hōsuiro (jap. 首都圏外郭放水路)) überwacht und gesteuert.
In Japan ist Kasukabe bekannt als Handlungsort der Manga- und Anime-Serie Crayon Shin-chan.

## Geographie
Kasukabe liegt östlich von Saitama und nördlich von Koshigaya.

## Geschichte
Kasukabe wurde am 1. Juli 1954 zur Shi ernannt.

## Verkehr
- Straße:
  - Nationalstraße 4: nach Tōkyō oder Aomori
  - Nationalstraße 16: nach Yokosuka, Hachiōji oder Chiba
- Zug:
  - Tōbu Isesaki-Linie nach Asakusa oder Isesaki
  - Tōbu Nikkō-Linie nach Asakusa oder Nikkō
  - Tōbu Noda-Linie nach Funabashi oder Saitama

## Weblinks

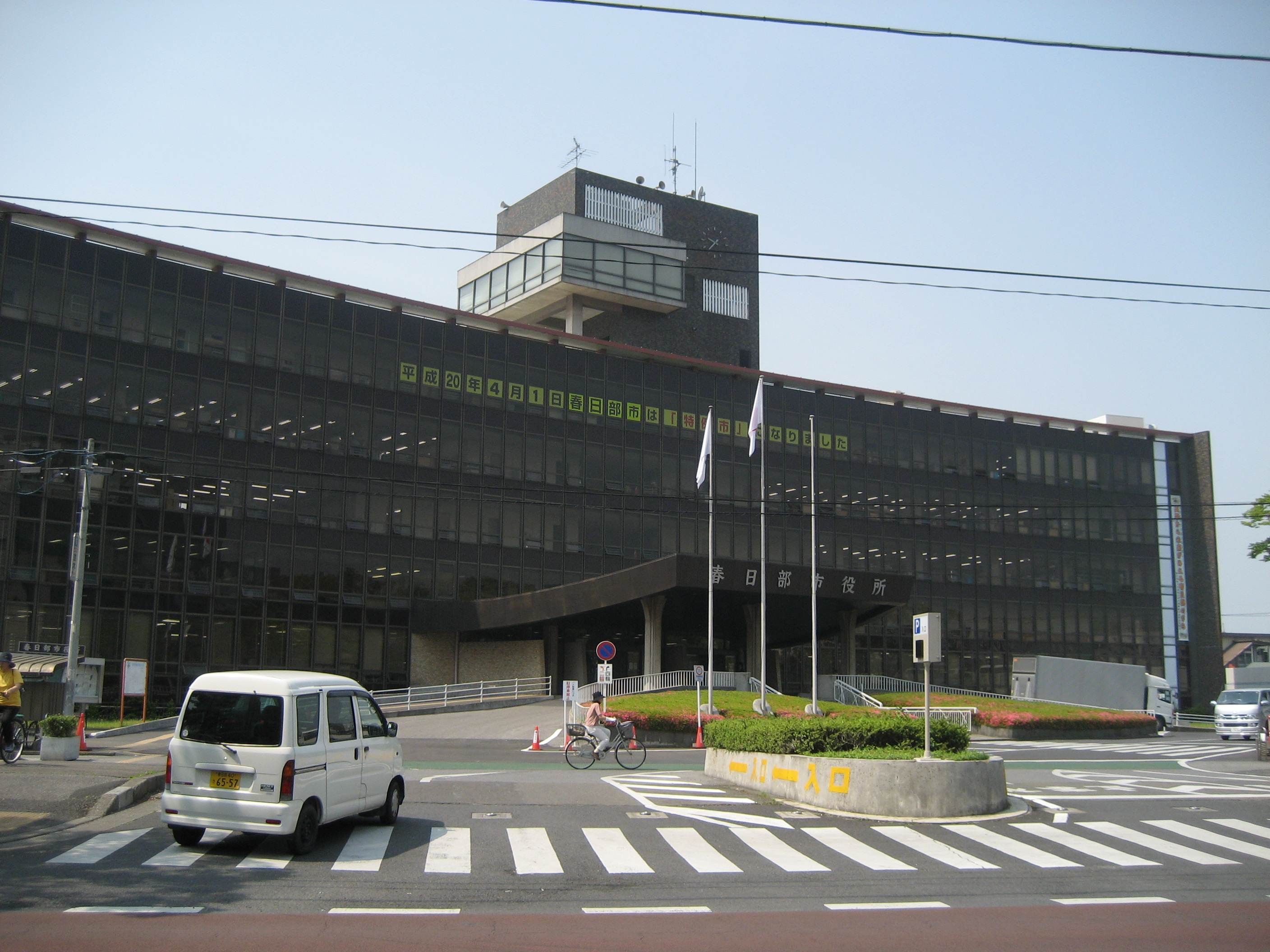
Rathaus von Kasukabe

## Persönlichkeiten
- Kaito Nakamura (* 2001), Fußballspieler
- Hiroto Sakai (* 1989), Fußballspieler
- Hisato Satō (* 1982), Fußballspieler
- Yūsuke Watanuki (* 1990), Tennisspieler
- Yōsuke Watanuki (* 1998), Tennisspieler
- Naoya Yoshida (* 1994), Fußballspieler

## Angrenzende Städte und Gemeinden
- Präfektur Saitama
  - Saitama
  - Koshigaya
  - Sugito
  - Shiraoka
  - Miyashiro
  - Matsubushi
- Präfektur Chiba
  - Noda